# Giacomo Galanda
Giacomo „Jack” Galanda (ur. 30 stycznia 1975 w Udine) – włoski koszykarz, występujący na pozycjach silnego skrzydłowego lub środkowego, reprezentant kraju, wicemistrz olimpijski, multimedalista mistrzostw Europy.

## Osiągnięcia
Na podstawie, o ile nie zaznaczono inaczej.

### Drużynowe
- Mistrz Włoch (1999, 2000, 2004)
- Wicemistrz Włoch (1998, 2001, 2002, 2003)
- 3. miejsce w Eurolidze (2001)
- 4. miejsce w Eurolidze (1999, 2004)
- Zdobywca:
  - Europucharu (1997)
  - Pucharu Włoch (1998)
  - Superpucharu Włoch (1996, 2004)
- Awans do I ligi włoskiej Serie A (2009, 2013)
- Finalista Pucharu Włoch (1994, 1996)

### Indywidualne
- MVP Superpucharu Włoch (1996)
- Uczestnik meczu wschodzących gwiazd Nike Hoop Summit (1995)
- Zwycięzca konkursu rzutów za 3 punkty ligi włoskiej (2001, 2004/2005)[4]
- Order Zasługi Republiki Włoskiej (27 września 2004)[5]

### Reprezentacja
- Mistrz Europy (1999)[6]
- Wicemistrz :
  - olimpijski (2004)[7][8][9]
  - Europy (1997)[10]
- Brązowy medalista:
  - mistrzostw Europy (2003)[11]
  - turnieju FIBA Diamond Ball (2000)[12]
- Uczestnik:
  - igrzysk olimpijskich (2000 – 5. miejsce, 2004)[13]
  - mistrzostw:
    - świata (1998 – 6. miejsce)[14]
    - Europy:
      - 1997, 1999, 2001 – 11. miejsce[15], 2003, 2005 – 9. miejsce[16]
      - U–22 (1996 – 5. miejsce)[17]

  - kwalifikacji do Eurobasketu (1997, 1999, 2003)[18][19][20]